# Orientbiätare
Orientbiätare (Merops orientalis) är en fågel i familjen biätare inom ordningen praktfåglar. Den betraktades tidigare som underart till grön dvärgbiätare (Merops orientalis sensu lato) men urskiljs idag oftast som egen art.

## Utseende och läten
Orientbiätaren är en mycket liten biätare, endast 20–25 centimeter lång inklusive två till åtta centimeter långa stjärtspröt. Den är huvudsakligen helt grön med svart ögonbrynsstreck och ett svart band mellan bröst och strupe.

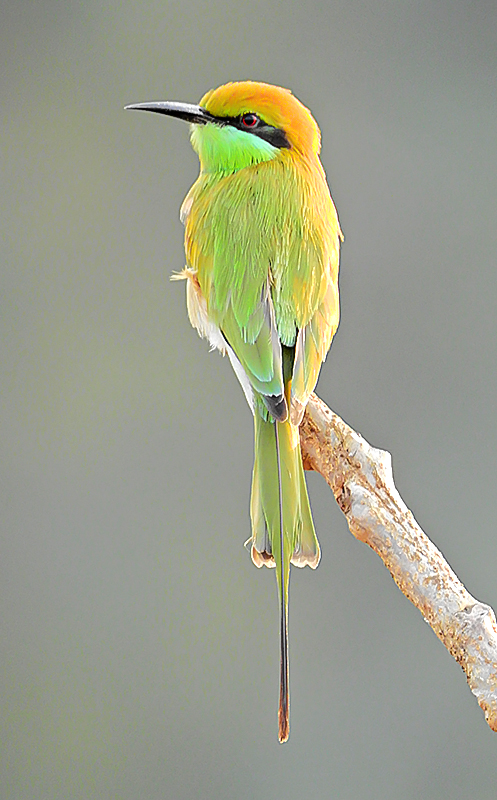
Fotograferad i Maharashtra, Indien.
- I Nepal.

Arten lockar med hårda kitt eller rullande krritt, medan sången är en varierande serie av gälla visslingar.

## Utbredning och systematik
Orientbiätare delas in i tre underarter med följande utbredning:
- Merops orientalis beludschicus – norra delen av Persiska viken till Baluchistan och västra Indien
- Merops orientalis orientalis – Rann of Kutch till Bangladesh och Sri Lanka
- Merops orientalis ferrugeiceps – Assam och Myanmar till Vietnam

Tillfälligt har den påträffats i Grekland.
Tidigare inkluderades sahelbiätare och arabisk biätare i arten, då under det svenska trivialnamnet grön dvärgbiätare. Den urskiljs dock allt oftare som egen art.

## Levnadssätt
Orientbiätare är en vanlig och oskygg art som är välkänd i hela sitt utbredningsområde. Den häckar i öppna landskap med inslag av buskar, i Afrika och Arabien i arida områden, längre österut i mer blandade miljöer. Olikt andra biätare kan de ses långt från vatten.

### Föda
Arten jagar ofta från en låg utkiksplats, ofta bara en meter upp eller lägre, gärna på stängseltrådar eller ledningar. Liksom andra biätare lever den främst av insekter, framför allt bin, getingar och myror.

### Häckning
Fågeln häckar från mars till juni. Som andra biätare gräver den en tunnel i en sandbank. men häckar inte som de flesta andra i kolonier. Det häckande paret bistås ofta av andra individer som hjälper till en form av kooperativ häckning. Tre till fem ägg läggs i en kammare längst in i den upp till 1,5 meter långa tunneln. Äggen är helt runda och glansigt vita.

## Status och hot
IUCN kategoriserar den som livskraftig.